# Burg Zeze
Die Burg Zeze (japanisch 膳所城, Zeze-jō) befindet sich in der Stadt Ōtsu, (Präfektur Shiga). In der Edo-Zeit residierten dort zuletzt ein Zweig der Honda, die zu den kleineren Fudai-Daimyō gehörten.

## Burgherren in der Edo-Zeit
- Ab 1602 ein Zweig der Toda mit einem Einkommen von 30.000 Koku.
- Ab 1617 ein Zweig der Honda mit 30.000 Koku.
- Ab 1621 die Suganuma mit 31.000 Koku.
- Ab 1634 ein Zweig der Ishikawa mit 70.000 Koku.
- Ab 1651 wieder ein Zweig der Honda mit 70.000 Koku.

## Geschichte
Das vor der Eingemeindung als selbständiger Ort zwischen Ōtsu und der Brücke über die Seta am Biwa-See liegende Zeze war ein Verkehrs- und Handelspunkt. Auf Anweisung von Tokugawa Ieyasu wurde dort im Jahr 1601 mit dem Bau einer Burg begonnen. Dort residierten dann im Laufe der Zeit ausschließlich dem Bakufu nahe stehende Daimyō, um von dort aus den Zugang zu Kyōto zu kontrollieren.
Eine Besonderheit war der in den Biwa-See hineingebaute zentrale Bereich, das Hommaru (本丸), in dem sich auch der vierstöckige Burgturm befand. Auch der zweite Bereich, das Ni-no-maru (二ノ丸), war weitgehend vom See umgeben. Beide Bereiche waren über schmale Brücken mit Festland verbunden. Daran schlossen sich der dritte (三ノ丸, San-no-maru) und der Nord-Bereich (北ノ丸, Kita-no-maru) an, die von einem breiten Graben umgeben den Zugang zur Burg schützten. Als bei einem großen Erdbeben im Jahr 1682 die Burg stark beschädigt wurde, verband man beim Wiederaufbau das Hommaru mit dem Ni-no-maru. Der Charakter einer Wasserburg blieb jedoch erhalten.
Zu Beginn der Meiji-Zeit wurde die Burg abgetragen. Dabei kamen Tore an die Shintō-Schreine Zeze-jinja und Shinozu-jinja in der nahen Umgebung und blieben so erhalten, beide als Wichtiges Kulturgut.

## Bilder

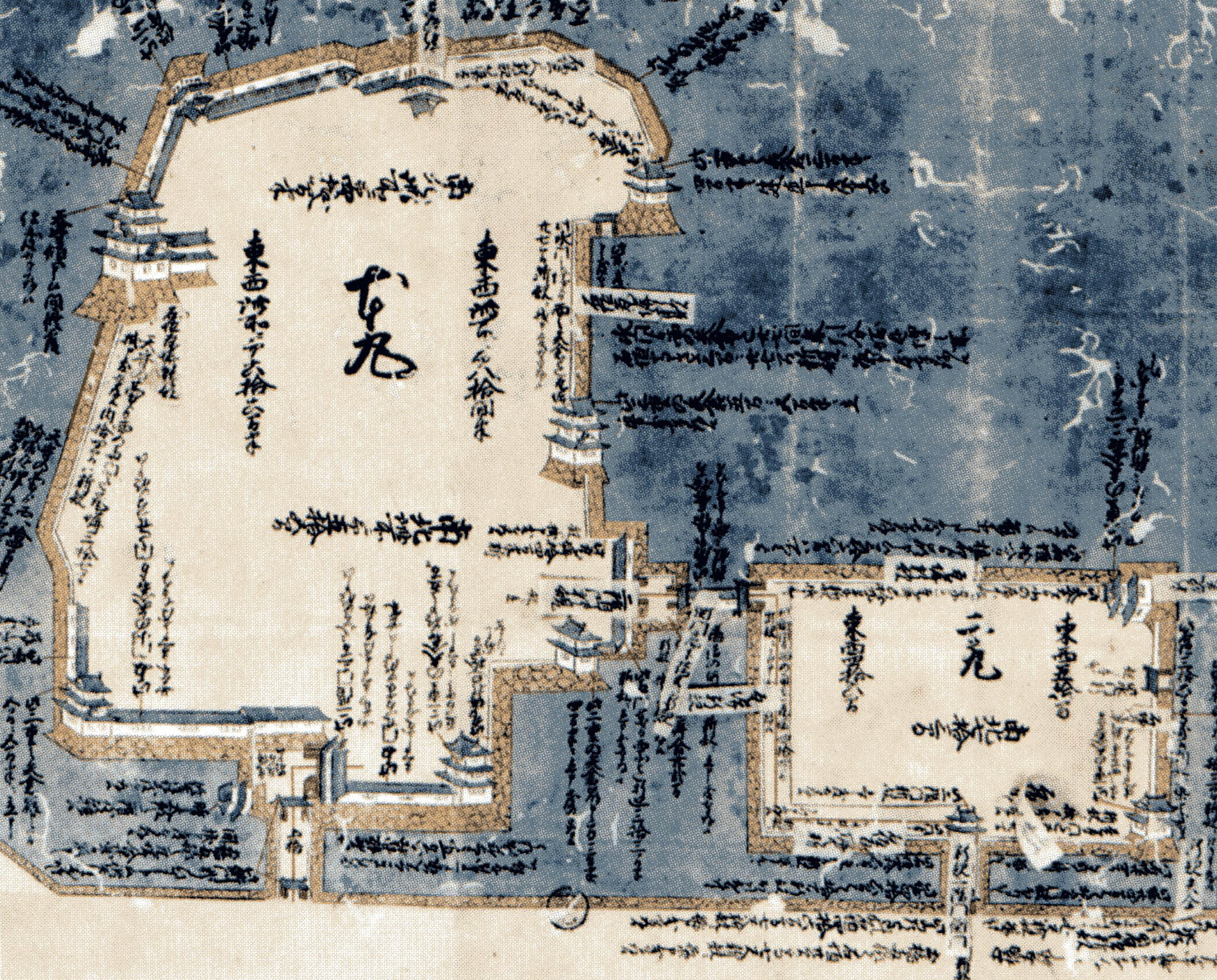
Alter Plan
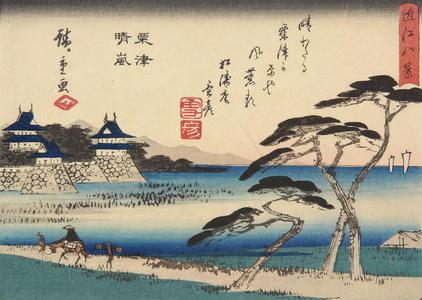
Die Burg auf dem Blatt "Awazu"[A 3]
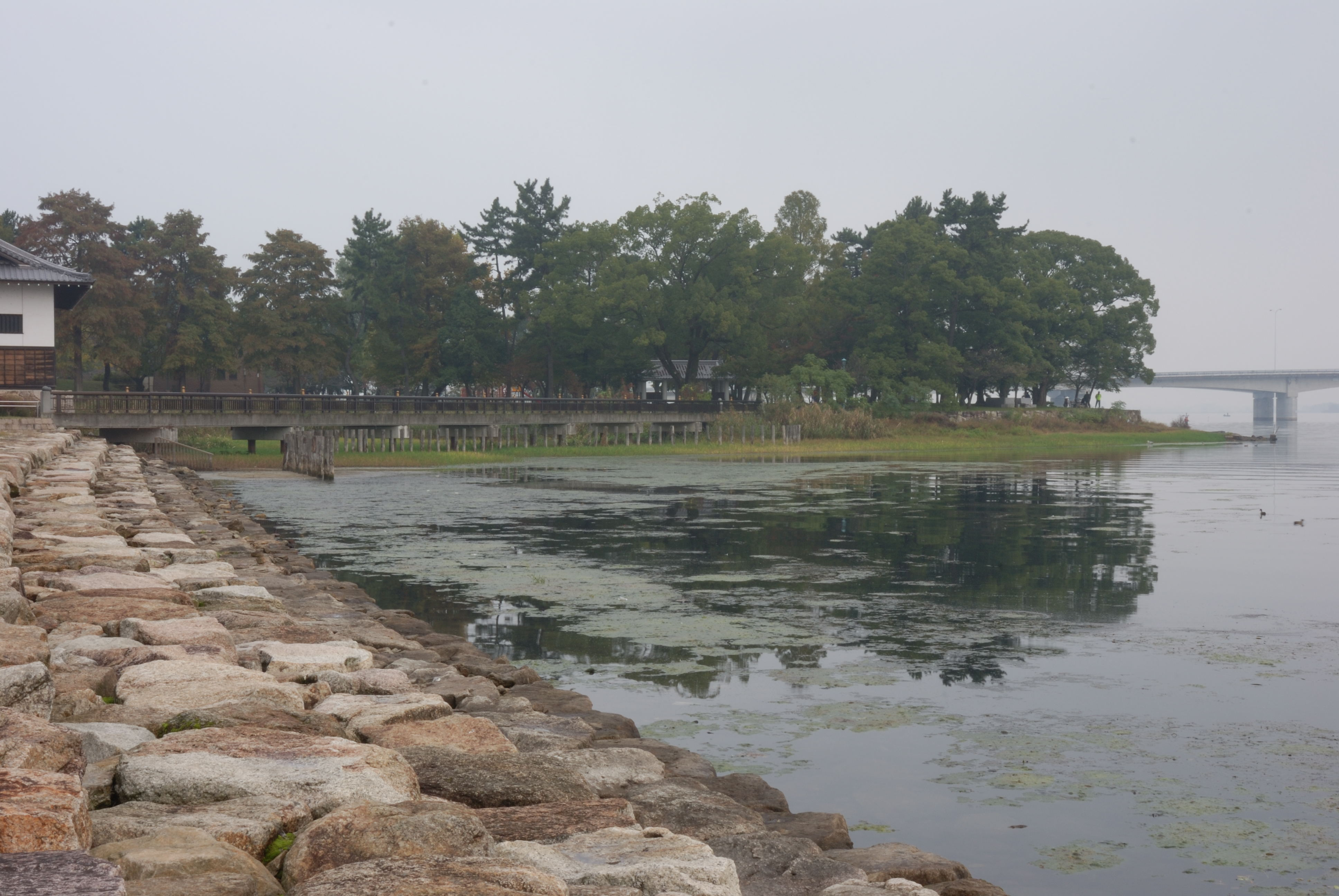
Ansicht des Hommaru heute
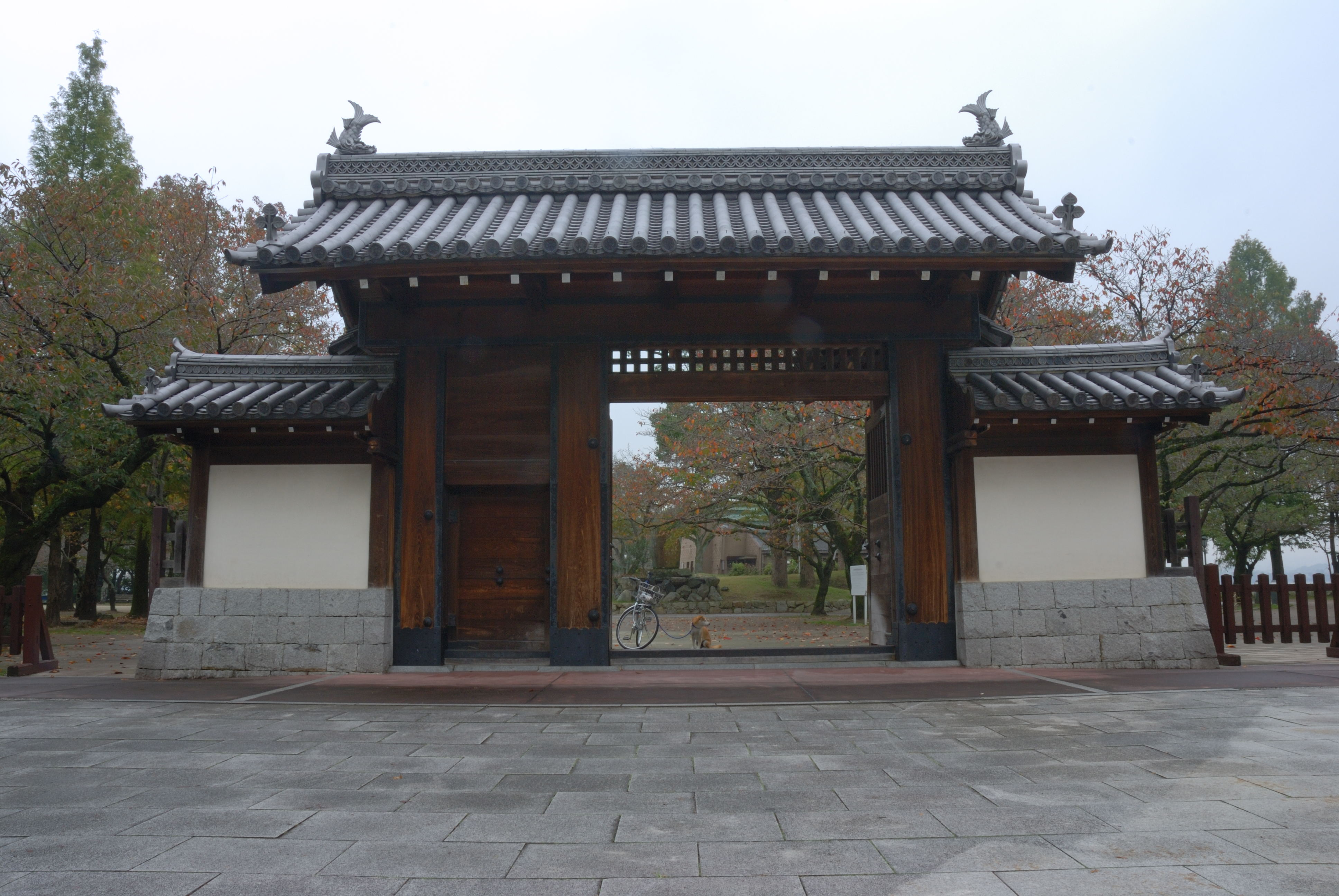
Das Mogi-Tor